# Zoe Buckman
Zoe Buckman (ur. 21 grudnia 1988 w Grafton) – australijska lekkoatletka specjalizująca się w biegach średniodystansowych.
Na międzynarodowej arenie zadebiutowała w 2004, startując na mistrzostwach świata juniorów w Grosseto. Dwa lata później zajęła 11. miejsce w biegu na 1500 metrów podczas juniorskiego czempionatu w Pekinie. Półfinalistka igrzysk olimpijskich w Londynie (2012). Rok później była siódma podczas światowego czempionatu w Moskwie. Brązowa medalistka IAAF World Relays z lat 2014 i 2017.
Złota medalistka mistrzostw Australii. Stawała na podium mistrzostw NCAA.

## Osiągnięcia
| Rok  | Impreza                     | Miejsce        | Konkurencja              | Lokata      | Wynik    |
| ---- | --------------------------- | -------------- | ------------------------ | ----------- | -------- |
| 2004 | Mistrzostwa świata juniorów | Grosseto       | sztafeta 4 × 400 metrów  | eliminacje  | 3:39,53  |
| 2006 | Mistrzostwa świata juniorów | Pekin          | bieg na 800 metrów       | półfinał    | 2:05,60  |
| 2006 | Mistrzostwa świata juniorów | Pekin          | bieg na 1500 metrów      | 11. miejsce | 4:20,59  |
| 2012 | Igrzyska olimpijskie        | Londyn         | bieg na 1500 metrów      | półfinał    | 4:05,03  |
| 2013 | Mistrzostwa świata          | Moskwa         | bieg na 1500 metrów      | 7. miejsce  | 4:05,77  |
| 2014 | IAAF World Relays           | Nassau         | sztafeta 4 × 800 metrów  | 3. miejsce  | 8:13,26  |
| 2014 | IAAF World Relays           | Nassau         | sztafeta 4 × 1500 metrów | 3. miejsce  | 17:08,65 |
| 2014 | Igrzyska Wspólnoty Narodów  | Glasgow        | bieg na 1500 metrów      | eliminacje  | 4:11,56  |
| 2016 | Igrzyska olimpijskie        | Rio de Janeiro | bieg na 1500 metrów      | półfinał    | 4:06,95  |
| 2017 | IAAF World Relays           | Nassau         | sztafeta 4 × 800 metrów  | 3. miejsce  | 8:21,08  |
| 2017 | Mistrzostwa świata          | Londyn         | bieg na 1500 metrów      | półfinał    | 4:05,93  |

## Rekordy życiowe
- Bieg na 800 metrów – 2:00,93 (2013)
- Bieg na 1000 metrów – 2:37,84 (2012) rekord Australii i Oceanii
- Bieg na 1500 metrów – 4:03,22 (2016)
- Bieg na milę – 4:30,86 (2012)

24 maja 2014 weszła w skład australijskiej sztafety 4 × 1500 metrów, która czasem 17:08,65 ustanowiła aktualny rekord Australii i Oceanii. Dzień później, także w składzie australijskiej sztafety 4 × 800 metrów, czasem 8:13,26 ustanowiła również aktualny rekord Australii i Oceanii.